# Liste de ponts de la Vienne

## Ponts de longueur supérieure à 100 m
Les ouvrages de longueur totale supérieure à 100 m du département de la Vienne sont classés ci-après par gestionnaires de voies.

### Routes départementales
- Pont de la Rocade de Châtellerault sur la Vienne (280 mètres)

## Ponts de longueur comprise entre 50 m et 100 m
Les ouvrages de longueur totale comprise entre 50 et 100 m du département de la Vienne sont classés ci-après par gestionnaires de voies.

## Ponts présentant un intérêt architectural ou historique
Les ponts de la Vienne inscrits à l’inventaire national des monuments historiques sont recensés ci-après.
- Pont - Béthines - XIIIe siècle ; XIVe siècle
- Pont - Bonnes - XIXe siècle
- Pont - Brigueil-le-Chantre - XIXe siècle
- Pont sur la Charente (vieux) - Chatain
- Pont Camille-de-Hogues - Châtellerault - XIXe siècle ; XXe siècle
- Pont Henri-IV - Châtellerault - XVIe siècle ; XVIIe siècle
- Viaduc du Chemin de Fer - Chauvigny - XIXe siècle
- Ponts - Cheneché - XVIIe siècle
- Pont des Vallières - Cheneché - XIIIe siècle
- Pont gallo-romain dit Pont de la Reine-Blanche - Curçay-sur-Dive - Gallo-romain
- Pont Saint Sylvain - L'Isle-Jourdain - XIXe siècle
- Pont Viaduc - L'Isle-Jourdain - XIXe siècle
- Pont - Millac - Antiquité
- Le Pont Vieux - Montmorillon - XVe siècle ; XVIe siècle
- Pont Neuf - Montmorillon - XIXe siècle
- Pont Neuf - Poitiers - XVIIIe siècle
- Pont - Nieuil-l'Espoir - XIXe siècle
- Pont - Queaux - XXe siècle
- Pont Saint-Cyprien - Poitiers
- Ponts - Saint-Savin
- Pont - Vendeuvre-du-Poitou - XVIIIe siècle

## Sources
Base de données Mérimée du Ministère de la Culture et de la Communication.